# Assemblée générale du Maryland
Pour les autres articles nationaux ou selon les autres juridictions, voir Assemblée générale (homonymie).

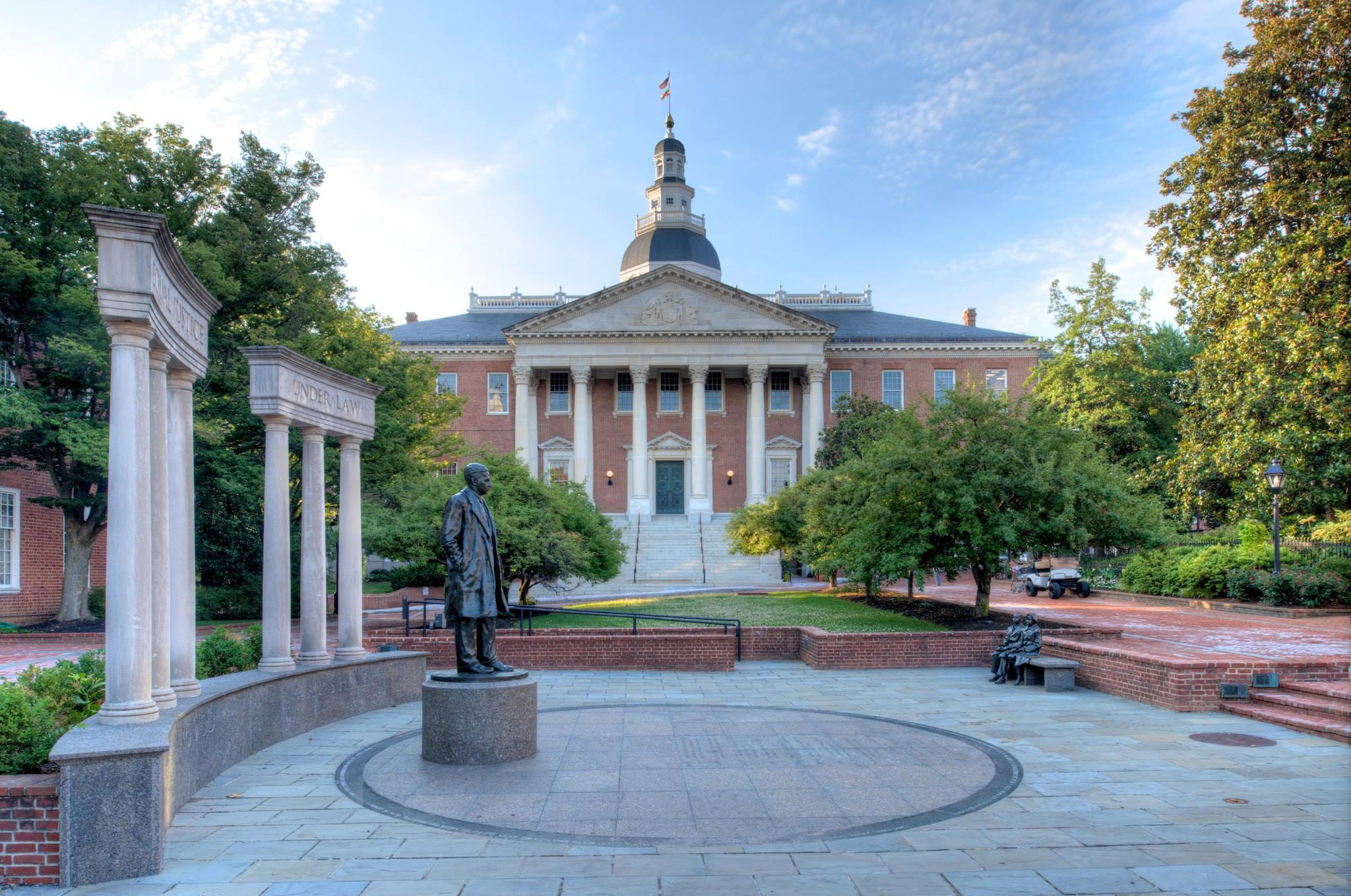
Le capitole de l'État du Maryland.

L'Assemblée générale du Maryland (en anglais : Maryland General Assembly) est la branche législative du gouvernement de l'État américain du Maryland. Institution bicamérale, la législature est composée d'une chambre basse, la Chambre des délégués (141 délégués), et d'une chambre haute, le Sénat (47 sénateurs).
L'Assemblée générale siège au sein du capitole du Maryland à Annapolis.

## Composition
Le Maryland est divisé en 47 circonscriptions (legistlative districts), élisant chacune un sénateur et trois délégués.
À l'issue des élections de 2014, le Parti démocrate contrôle les deux chambres de l'Assemblée, avec une majorité de 91 sièges à la Chambre des délégués et de 33 sièges au Sénat. Le Parti républicain réalise cependant d'importants gains, progressant de deux sièges au Sénat et de sept à la Chambre.

## Travail législatif
Les sessions régulières de l'Assemblée générale débutent le deuxième mercredi de janvier pour une durée de 90 jours. Des sessions extraordinaires peuvent être convoquées par le gouverneur ou par une majorité de chaque chambre.
Après une première lecture, la proposition de loi passe en commission, en seconde lecture (où des amendements peuvent être déposés) puis en troisième lecture (vote sur l'ensemble du texte). La proposition adoptée par une première chambre passe à l'autre chambre de l'Assemblée. En cas de discordance entre les versions, la chambre d'origine peut accepter ou refuser les amendements. Dans ce dernier cas, la précédente chambre peut retirer ses amendements ou, en cas de refus, un comité de conférence (conference committee) se réunit pour adopter une solution de compromis, qui sera présentée aux deux chambres pour adoption.
À l'exception des amendements constitutionnels et des lois de finances, toute loi votée par l'Assemblée doit être signée par le gouverneur du Maryland, qui dispose d'un droit de véto. Le véto du gouverneur peut être outrepassé par un vote aux trois-cinquièmes de chaque chambre.